# Itamar Ben-Gvir
Itamar Ben-Gvir (tiếng Hebrew: אִיתָמָר בֶּן גְּבִיר; sinh 6 tháng 5 năm 1976) là một chính trị gia kiêm luật sư người Israel, hiện đang giữ chức Bộ trưởng Bộ An ninh Quốc gia Israel từ năm 2025. Ông là thủ lĩnh Đảng Otzma Yehudit (n.đ. 'Sức mạnh Do Thái') theo chủ nghĩa Kahane, bài Ả Rập, nắm giữ 6 ghế trong Quốc hội Israel sau cuộc bầu cử lập pháp năm 2022, và là thành viên nội các của một trong những chính phủ hữu khuynh nhất trong lịch sử Israel.
Ben-Gvir là người định cư tại lãnh thổ Bờ Tây bị Israel chiếm đóng, có "lý lịch chính trị gán với chủ nghĩa Kahane - một phong trào phân biệt chủng tộc bạo lực ủng hộ chính sách trục xuất người Palestine khỏi các vùng đất của họ". Vị này có một lịch sử dài liên can đến các hoạt động bài Ả Rập, đã bị tố cáo với ít nhất 8 tội danh, trong đó có tội danh kích động phân biệt chủng tộc và ủng hộ, cũng như tàng trữ tài liệu tuyên truyền, cho Đảng Kach (bị coi là khủng bố bởi chính quyền Israel). Trên tư cách luật sư, ông được biết đến vì những phen bào chữa cho người Do Thái bị cáo buộc là khủng bố cực đoan tại Israel.
Ben-Gvir nổi tiếng vì là một người thích khiêu khích chính trị và đã lên trang nhất báo đài do nhiều nguyên nhân; ví dụ như đe dọa tính mạng Thủ tướng Yitzhak Rabin trên sóng truyền hình vào năm 1995 ít lâu trước khi vị này bị ám sát, sở hữu một tấm chân dung của nhân vật cực đoan khủng bố Baruch Goldstein trong phòng khách, kêu gọi phát lưu công dân Ả Rập không trung thành khỏi Israel vào năm 2019.